# Font-romeu
Font-romeu és un poble de la comuna cerdana de Font-romeu, Odelló i Vià, de la Catalunya del Nord. És actualment el cap de la comuna, substituint l'antiga capital, Odelló.
Està situat quasi al centre de la comuna, al nord-est d'Odelló i al nord de Vià, als peus dels contraforts meridionals del Roc de la Calma. Ocupa una gran extensió en el vessant de la muntanya.
Es tracta d'un poble totalment concebut a l'entorn de les activitats de muntanya, tant hivernals com estivals. És un nucli urbà bàsicament constituït per xalets, per la qual cosa abraça una extensió considerable. Hi ha la Rectoria ''les Torres'', residència dels capellans catòlics, que compta amb una sala de culte, utilitzada tot l'any, i l'Església de Crist Rei, oberta els mesos d'estiu. També hi ha una comunitat protestant considerable, que utilitza com a lloc de culte la sala dels equipaments municipals.
Del sector nord del poble mateix arrenca el Telecabina de les Airelles, a través del qual s'accedeix a l'Estació d'esquí de Font-romeu - Pirineus 2000.

## Etimologia
Joan Coromines explica en el seu Onomasticon Cataloniæ que Font-romeu prové de Fontem romaeum, literalment font pelegrina, en referència a la devoció popular cap al santuari.

## Llocs d'interès
L'Estació d'esquí de Font-romeu - Pirineus 2000.